# Ștefăniță Lupu

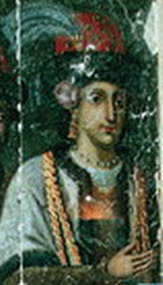
Portretul lui Ștefăniță Lupu

Ștefăniță Lupu (n. 1641, Iași, Moldova – d. 29 septembrie 1661, Tighina, Imperiul Otoman) a fost domn al Moldovei între 1 decembrie 1659 și 29 septembrie 1661.
A fost fiul lui Vasile Lupu și la vârsta de numai 18 ani a fost numit domn în locul lui Gheorghe Ghica, la insistențele și rugămințile tatălui său aflat la Constantinopol. Domnia sa a fost tulburată de Constantin Șerban din Țara Românească, precum și de turci și tătari, care aduceau pretendenți la tron. După aceste încercări, a urmat o ciumă și apoi o foamete cumplită, astfel încât oamenii mâncau și papură măcinată în loc de pâine. Din acest motiv a mai fost numit și Papură Vodă.
S-a îmbolnăvit și a murit la Tighina, unde s-a dus ca să-i ajute pe turci și tătari  să construiască cetăți de apărare împotriva cazacilor.

## Papură vodă

### Originea poreclei
Sorgintea acestei porecle o aflăm din surse istorice care spun că domnul Moldovei, Vasile Lupu, și Ecaterina Doamna au avut un fiu, pe Ștefăniță, născut la 1641, care la numai 12 ani a fost întemnițat în fortăreața de la Buciulești-Bistrița, împreună cu mama și sora sa Ruxandra, după ce logofătul Gheorghe Ștefan l-a detronat pe domnitor.
După 5 ani de captivitate, Ștefăniță a fost eliberat, iar Poarta Otomană l-a numit în 1659 voievod pe tronul Moldovei; era firav la trup din cauza îndelungatei detenții, însă cu mintea ageră, făcând față răspunderilor ce-i reveneau pentru refacerea Moldovei, bântuită de secetă. Dar atât de cumplită a fost calamitatea, încât populația ajunsese să se hrănească cu pâine din coajă de copac și din papură, de unde i s-a tras tânărului domnitor porecla de Papură vodă.
Ștefăniță s-a dovedit însă un bun apărător al intereselor Țării Moldovei, întărind relațiile cu vecinii, în special cu Țara Românească, a dezvoltat comerțul și economia, i-a scutit pe țărani de biruri. Stârnind nemulțumirea boierilor, la numai doi ani de domnie a fost găsit ucis de mâna uneltitorilor.

## Viața personală
Cronicarul muntean Radu Popescu în „Cronica Bălenilor” îl descriere ca fiind „Dezmierdat, făcea lucruri copilărești, să zic mai bine nebunești, nu căuta trebile domniei ci curviile și partea bărbătească și femeiască”.